# Wulf the Briton
Cet article possède un paronyme, voir Briton.
Wulf the Briton est une bande dessinée britannique située dans l’antiquité romaine vers 60 après J.C. et parue dans Express Weekly entre 1956 et 1961.
A ne pas confondre avec le comics américain Wulf the Barbarian.

## Le contexte
Express Weekly était un hebdomadaire britannique pour la jeunesse lancé en 1954. Il reprenait la formule à succès d’un autre hebdomadaire, Eagle, lancé en 1950 et qui tirait à plusieurs centaines de milliers d’exemplaires.
Ces journaux ressemblaient fort aux mêmes hebdomadaires francophones de la fin des années 1940, début des années 1950. On retrouvait peu ou pas d’histoires complètes et beaucoup de séries à suivre le plus souvent avec une seule page par numéro. En 1956, une nouvelle série est présentée, Freedom is the Prize. Le scénario est signé Jenny Butterworth et le dessin est assuré par un artiste italien Ruggero Giovannini. Jenny Butterworth était une scénariste assez prolifique dans les années 1950 et 1960. En France on connait davantage son mari qui était le scénariste de Trigan, Mike Butterworth, dessiné par Don Lawrence.
Quant à l’utilisation de dessinateurs italiens, la chose était courante dans la presse anglaise de l’époque. Rappelons à titre d’exemple qu’Hugo Pratt a aussi dessiné un certain temps pour Fleetway.
La série se situe à l’époque de Néron et un groupe de gladiateurs appartenant à Lucculus cherche à s’évader. Très vite, l’un d’entre eux, Wulf le Breton, va devenir le personnage principal et dès le début de 1957, la série prend le titre qu’on lui connait aujourd’hui.
Au printemps 1957 Ruggero Giovannini arrête sa collaboration avec Express Weekly. L’agent qui le représente en Angleterre le paie avec beaucoup de retard. Il n’est d’ailleurs pas le seul puisqu’au même moment plusieurs autres dessinateurs de la botte cessent également de travailler pour les périodiques britanniques.
Allan Pollack reprend la série au pied levé mais ne donne pas entièrement satisfaction et est assez vite remplacé le 18 mai 1957 par Ron Embleton. Bien qu’âgé de 26 ans à peine, il a une solide réputation ayant commencé sa carrière à 17 ans à peine. Atout supplémentaire, il a déjà dessiné en 1953 une bande dessinée sur l’antiquité, The Singing Sword dans Hotspurs.
Lorsqu’il intervient dans la série, Wulf et ses compagnons voguent vers l’Egypte. Assez vite, Ron Embleton qui n’a à l’époque que 26 ans persuade sa scénariste de se concentrer sur le seul personnage de Wulf et de la faire revenir dans sa Bretagne natale. Du numéro 140 au 183 (15 mars 1958) il livrera une planche couleur par semaine puis passera alors à deux. Bientôt à compter du numéro 189 c’est lui qui assurera également les scénarios.
Comme le fait remarquer avec beaucoup de justesse Anthony Keene dans l’un des chapitres de The Reception of Ancient Greece and Rome in Children's Literature: Heroes and Eagles (2015) les histoires se déroulant en Bretagne font penser à celles de Robin des Bois. Les Romains se substituent aux Normands, les Bretons aux Anglo-Saxons mais dans les deux cas les autochtones peuvent compter sur deux héros sans peur et sans reproche.
Au physique Wulf est un grand blond athlétique et évidemment généreux. Publiées au rythme d'une puis deux pages par semaine les histoires sont courtes. Les 19 chapitres d’Embleton publiés dans la revue font 272 planches soit une moyenne de 14 pages par histoire, pas de quoi réellement fouiller la psychologie des personnages sinon dans leur durée. En revanche le dessin d’Embleton ne manque pas de souffle et explique largement à lui seul le succès de la série.
Dans son introduction à la réédition des aventures de Wulf, Peter Richardson souligne qu’au tout début des années 1960 la diffusion des journaux destinés à la jeunesse s’est considérablement érodée du fait de la concurrence télévisuelle. 
Le premier touché est Eagle et notamment Dan Dare. Express Weekly essaie de suivre l’air du temps et devient TV Express. Embleton continue dans le journal pour un temps mais délaisse Wulf pour se concentrer sur des bandes de la Seconde Guerre Mondiale.n’est â
Ses continuateurs n’ont pas le même talent et la série est abandonnée définitivement en 1961.
A noter que certains épisodes ont été repris en France dans l'hebdomadaire L'Intrépide sous le titre de Rock l'Invincible. La série fut d'ailleurs poursuivie un temps par Angelo Di Marco, le célèbre affichiste.

## L’histoire
Jeune Celte capturé et emmené à Rome, Wulf est devenu gladiateur. Parce qu’il a refusé de tuer son adversaire dans le Colisée, il doit être puni par ordre de Néron. Toutefois, l’empereur reconnaissant son courage lui promet la liberté à lui et ses compagnons s’il réussit, chiffre fatidique entre tous, sept épreuves. Bien évidemment Wulf réussit dans son entreprise et vogue vers l’Egypte avec le Gaulois Greatorix et l’Ibère Basta.
Wulf sonne d’autant moins celte que c’est un nom d’origine germanique. En fait on touche du doigt dans cet exemple les multiples écarts avec la vérité historique. Mais le héros n’est pas le seul à avoir un prénom étranger au terroire : on retrouve au fil des aventures un Gundalf, un Oleg, etc. Il sera même question d’un navire saxon viking (sic) accostant les côtes galloises ce qui anticipe quand même la réalité de quelques siècles. Jenny Butterworth n’est pas très soucieuse de vraisemblances qu’elles soient historiques ou scénaristiques. Embleton essaiera quant à lui de coller le mieux possible avec l’histoire même si on note encore des erreurs notables. 
A titre d’exemple, Néron a été empereur de 54 à 68 après Jésus-Christ, or quand il retourne en Bretagne Wulf se mesure aux troupes de Cnaeus Julius Agricola. Il se trouve que celui-ci a bien été préteur en Bretagne mais seulement de 70 à 73 et ne revient comme légat qu’en 77. Mieux encore une bonne partie des aventures fait la part belle à l’épisode Cartimandua, or cette reine des Brigantes disparait en 69 ou 70. On le voit, on est plus dans l’air du temps que dans une chronologie historique.
Plus gênante est la présence d’un mur qui sépare la Bretagne de la Calédonie. Certes, dans la bande dessinée il s’agit d’une longue palissade de bois et non du mur de pierre d’Hadrien construit en 122, c’est-à-dire grosso modo 60 ans plus tard !
Anthony Keene voit dans cette BD une allégorie de la résistance britannique face à l’agression nazie. Et de fait on retrouve Wulf appelant à chasser l’envahisseur romain aussi bien dans l’Angleterre actuelle que dans le pays de Galles et chercher des soutiens en Calédonie (Ecosse) et Hibernia (Irlande), bref une nation soudée face à la menace ennemie.

## Les épisodes
Les deux premiers épisodes se déroulent en Egypte, le premier dans la ville fictive de Taza, le second très précisément à Damiette. Le troisième en Méditerranée sans davantage de précision ; le quatrième de la Macédoine à la Germanie, le cinquième et suivants en Bretagne.
Bien qu’indépendants les épisodes 8, 9 et 10 ont un fil rouge commun en la personne de Marius Actus. Même chose pour les épisodes 11 à 13 qui détaillent la rivalité entre Vellocatus et son ex-épouse Cartimandua.
| Rang  | Titres                      | Nbre de planches     |                      |
| ----- | --------------------------- | -------------------- | -------------------- |
| 1     | The Terror of Tarza         | 10 pl                |                      |
| 2     | The Eye of Horus            | 14 pl                |                      |
| 3     | Island of Ghosts            | 10 pl                |                      |
| 4     | The Long Way Home           | 20 pl                |                      |
| 5     | Wulf and the Picts          | 12 pl                |                      |
| 6     | Iceni Tribute               | 18 pl                |                      |
| 7     | The Black Riders            | 15 pl                |                      |
| 8     | The Siege                   | 27 pl                |                      |
| 9     | The Challenge               | 14 pl                |                      |
| 10    | The Revenge of Marius Actus | 16 pl                |                      |
| 11    | The Wrath of Vellocatus     | 20 pl                |                      |
| 12    | The New Centurion           | 16 pl                |                      |
| 13    | The Fall of Cartamandua     | 12 pl                |                      |
| 14    | The Horned Devil            | 20 pl                |                      |
| 15    | Guerilla Warfare            | 16 pl                |                      |
| 16    | The Horse Drovers           | 8,5 pl               |                      |
| 17    | The Sword of Omak           | 7,5 pl               |                      |
| 18    | The Bandit Tribe            | 12 pl                |                      |
| 19    | The Last Battle ?           | 6 pl                 |                      |
| 20    | Annual 1958                 | 8 pl                 |                      |
| 21    | Annual 1959                 | 8 pl                 |                      |
| 22    | Annual 1960                 | 8 pl                 |                      |
| 23    | Annual 1960 (bis)           | 8 pl                 |                      |
| Total | Total : 296 planches        | Total : 296 planches | Total : 296 planches |

## L’album
- Ron Embleton's Wulf the Briton – Book Palace Books (2010)